# مايكل بيرجن
مايكل بيرجن (بالإنجليزية: Michael Bergin)‏ هو عارض وممثل أمريكي، ولد في 18 مارس 1969 بواتربوري في الولايات المتحدة.

## وصلات خارجية
- مايكل بيرجن على موقع IMDb (الإنجليزية)
- مايكل بيرجن على موقع ألو سيني (الفرنسية)
- مايكل بيرجن على موقع أول موفي (الإنجليزية)
- مايكل بيرجن على موقع إن إن دي بي (الإنجليزية)
- مايكل بيرجن على موقع قاعدة بيانات الفيلم (الإنجليزية)
- مايكل بيرجن على موقع كينوبويسك (الروسية)